# Посебан третман
Посебан третман: Шта је то у људском бићу што га води према пићу обично скраћено на само Посебан третман је југословенски психолошки драмски филм са елементима црне комедије снимљен 1980. године у режији Горана Паскаљевића, базиран на позоришном комаду Шта је то у људском бићу што га води према пићу Душана Ковачевића.
Радња филма прати епонимни „посебан третман” који Доктор Илић, доктор болнице за принудно лечење алкохоличара, покушава да спроведе да би излечио своје пацијенте од алкохолизма. Главне улоге тумаче Љуба Тадић у улози Доктора Илића; и Данило Бата Стојковић, Душица Жегарац, Петар Краљ, Милан Срдоч, Радмила Живковић и Бора Тодоровић у улози пацијената. Споредне улоге тумаче Велимир Бата Живојиновић, Милена Дравић и Павле Вуисић.
Филм је имао своју премијеру на тридесет и трећем годишњем уретку Филмског фестивала у Кану, где је доживео велики успех. Милена Дравић освојила је Награду за најбољу женску епизодну улогу, што је чини једином југословенком овенчаном овом наградом. Филм је након успеха у Кану, имао своју премијеру 28. маја 1980. године у пет београдских биоскопа.
Југословенска кинотека у сарадњи са ВИП мобајл и Центар филмом дигитално је рестаурисала овај филм.
Онлајн премијера је одржана 6. јуна 2020. године на фејсбук налозима ВИП мобајл и Југословенске кинотеке.

## Радња
Др Илић ради у болници за принудно лечење алкохоличара. Спроводећи свој „посебан третман“ састављен од физичких вежби, дијете јабукама, исцелитељског дејства Вагнерове музике и психодраме, са групом од шест пацијената одлази у посету пивари у којој постоји велики проблем, алкохолизам на радном месту. Из догађаја који следе, открива се да доктор примењује властити начин лечења пацијената како би могао да изрази своју, у суштини, деспотску и хипокритску личност.

## Улоге
| Глумац                   | Улога              |
| ------------------------ | ------------------ |
| Љуба Тадић               | Доктор Илић        |
| Милена Дравић            | Каћа               |
| Данило Бата Стојковић    | Стева              |
| Душица Жегарац           | Јелена             |
| Милан Срдоч              | Чеда               |
| Бора Тодоровић           | Раде               |
| Петар Краљ               | Марко              |
| Радмила Живковић         | Мила               |
| Велимир Бата Живојиновић | директор           |
| Павле Вуисић             | директоров отац    |
| Душан Јанићијевић        | кум                |
| Данило Лазовић           | Ћира               |
| Предраг Бијелић          | Дејан докторов син |

## Награде
- Пула: Златна арена – Горан Паскаљевић[9], Златна арена за женску улогу – Душица Жегарац, Сребрна медаља CIDALC[10]
- Ниш: Велика повеља за женску улогу – Милена Дравић[11], награда за женску епизодну улогу – Радмила Живковић[10]
- Врњачка Бања: прва награда – Душан Ковачевић[10]
- Кан: Награда за споредну женску улогу – Милена Дравић[6]
- Лос Анђелес: Номинован за Златни глобус[6]

## Међународни фестивали
- Сиднеј
- Њујорк
- Лондон
- Ваљадолид